# 11 Times Square
Il 11 Times Square è un grattacielo ad uso commerciale situato a New York.

## Caratteristiche
Alto 183 metri e con 40 piani, è il centotredicesimo grattacielo più alto della città. Costruito tra il 2006 e il 2010 una volta inaugurato era inutilizzato al 60% e solo nel 2015 vennero trovate nuove aziende che acquistarono gli uffici rimanenti, tra cui anche la Microsoft.
11 Times Square è stato certificato dalla Leadership in Energy and Environmental Design come un edificio rispettoso dell'ambiente. È dotato di servizi a livello di portineria, tra cui un nocciolo distributivo con ascensori ad alta tecnologia, un avanzato sistema di check-in dei visitatori, una banchina di carico, un centro di messaggistica/posta e un'area di consegna specificamente progettati per massimizzare la facilità d'uso da parte degli utenti. L'edificio offre anche una qualità dell'aria interna di livello LEED Platinum e dispone di spazi per uffici altamente efficienti, con finestre a tutt'altezza, uffici open space, oltre a più terrazze private. La lobby di 11 Times Square presenta, inoltre, un'installazione mobile cinetica realizzata dall'artista Tim Prentice.
L'edificio è ubicato in un nodo nevralgico della rete trasportistica newyorchese. Il terminal degli autobus di Port Authority si trova direttamente dall'altra parte dell'Ottava Avenue a ovest; inoltre, ha accesso diretto alla metropolitana di New York City, con un ingresso alla stazione della metropolitana di Times Square-42nd Street/Port Authority Bus Terminal (1, 2, 3, 7, <7>,  A, C, E, N, Q, R, W e S).

## Storia
Gli ideatori del progetto hanno iniziato a costruire l'edificio nel 2007 su spec senza un contratto di locazione firmato. Lo studio legale globale Proskauer Rose è stato il primo a insediarsi nel grattacielo, occupando circa un terzo dello spazio dell'edificio nel 2010. Quando l'edificio è stato aperto nel 2011, era ancora affittato solo per il 40%.
Nel febbraio 2015, Norges Bank Investment Management ha acquistato una partecipazione del 45% in Eleven Times Square. SJP Properties e Prudential Real Estate Investors continuano a possedere l'edificio, e SJP Properties si fa carico della sua gestione e dell'affitto dei suoi spazi.

## Inquilini
Nel grattacielo si sono insediati la Microsoft Corp., lo studio legale Proskauer Rose, l'hedge fund Moore Capital Management, British Telecom, E*TRADE, Kepos Capital e eMarketer. Prima dell'apertura, la National Basketball Association, lo studio legale Morrison & Foerster e Buffalo Wild Wings avevano preso in considerazione l'idea di affittare uno spazio nell'edificio, per poi non procedere oltre.
La torre presenta 5.110 m2 di spazio commerciale, affittato nel 2017 alla società spagnola Parques Reunidos, che prevedeva di aprire un Lionsgate Entertainment Palace, prima di ritirarsi infine nel giugno 2019.